# ジャスティン・ジェファーソン
ジャスティン・ジャマル・ジェファーソン（Justin Jamal Jefferson, 1999年6月16日 - ）は、アメリカ合衆国ルイジアナ州セントローズ出身のプロアメリカンフットボール選手。NFLのミネソタ・バイキングスに所属している。ポジションはワイドレシーバー。

## 経歴

### 大学時代

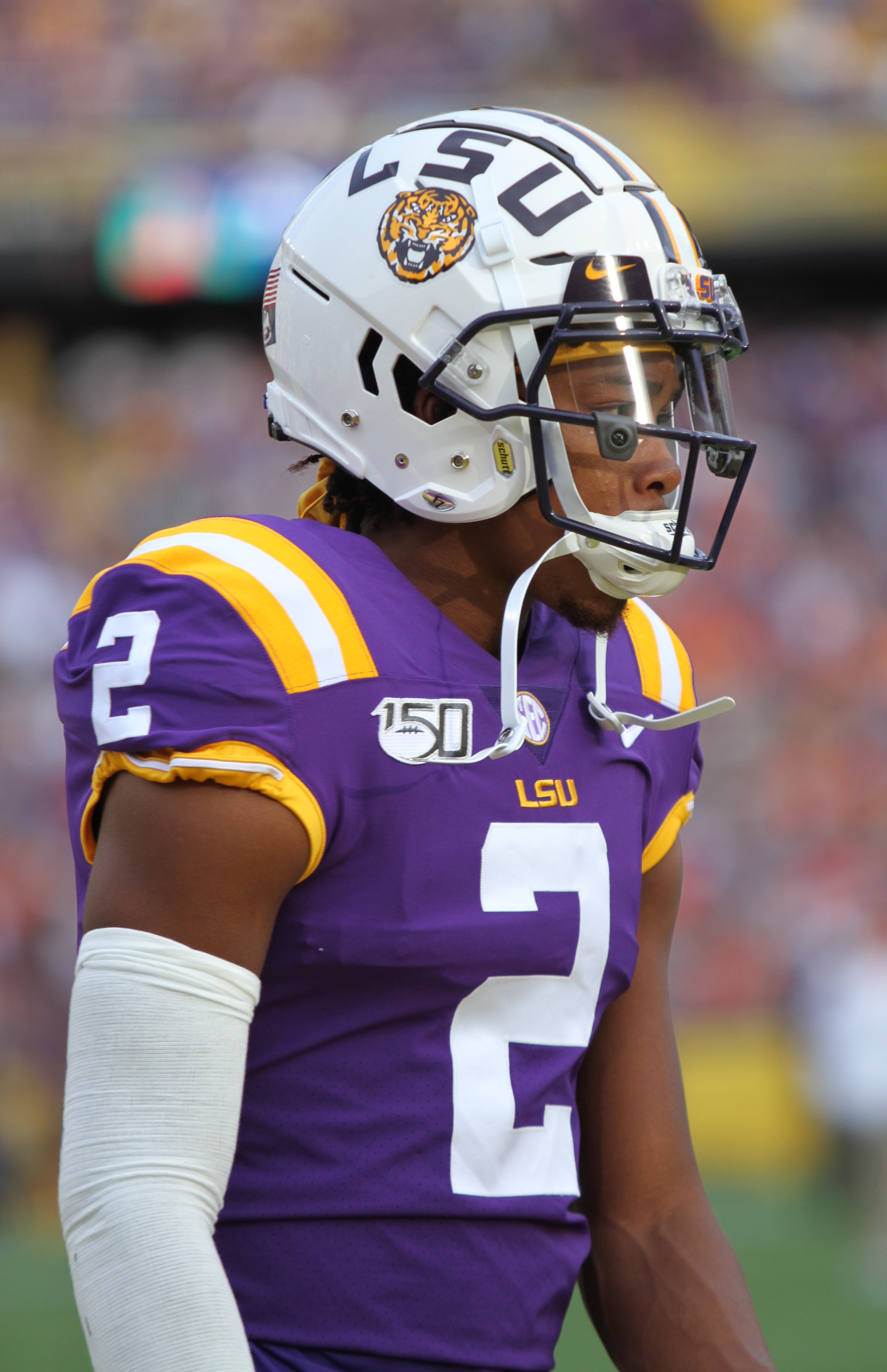
LSU時代のジェファーソン

2017年にLSUに入学。1年目の2017年に2試合に出場したが、レシーブはなかった。
2年目の2018年は、54レシーブ、875ヤード、6TDを記録し、一躍LSUのトップWRへとなった。
3年目の2019年、ジェファーソンはシーズン計111回のレシーブを記録し、レシーブ回数で全米トップになった。また、18回のTDレシーブは、チームメイトのWR、ジャマール・チェイスに次いで全米2位、獲得ヤード1540ヤードは全米3位であった。 ピーチボウルでは、オクラホマ・スーナーズを相手に、レシーブ14回で227ヤード、4TDという歴史的なパフォーマンスを記録した。タッチダウン4つはすべて前半で記録し、カレッジフットボール・プレーオフの試合記録を樹立し、ほかのあらゆるボウルゲームの記録にも並ぶものであった。 同じくプレーオフのクレムソン大学戦では、レシーブ9回、106ヤードを記録し、チームは42-25で勝利した。 2020年1月15日、ジェファーソンは4年目シーズンを見送り、NFLドラフトに参加することを発表した。

#### 大学時代の通算成績
| 2017 | 0   | 0    | 0.0  | 0  | 0  | 1 | 4  | 4.0 | 4  | 0 |
| 2018 | 54  | 875  | 16.2 | 65 | 6  | 5 | 26 | 5.2 | 19 | 0 |
| 2019 | 111 | 1540 | 13.9 | 71 | 18 | 0 | 0  | 0.0 | 0  | 0 |
| 通算 | 165 | 2415 | 14.6 | 71 | 24 | 6 | 30 | 6.0 | 19 | 0 |

### ミネソタ・バイキングス
| 6 ft 1+1⁄4 in (186 cm)      | 202 lb (92 kg) | 33 in (84 cm) | 9+1⁄8 in (23 cm) | 4.43 s | 37.5 in (95 cm) | 10 ft 6 in (3.20 m) | 19 |
| All values from NFL Combine |                |               |                  |        |                 |                     |    |

2020年のNFLドラフトで1巡全体22位でミネソタ・バイキングスに指名された。 バイキングスは、WRのステフォン・ディグスをバッファロー・ビルズにトレードすることで、この1巡指名権を獲得していた。その後、チームと4年総額1312万ドル（契約ボーナス710万ドル）の契約を結んだ。NFLに入り、ジェファーソンは背番号を2番から18番に変更している。

#### 2020年
第1週のグリーンベイ・パッカーズ戦でデビューし、2回のレシーブで26ヤードを記録した。 第3週のテネシー・タイタンズ戦では、7回のレシーブで175ヤードと1TDを獲得したが、チームは30-31で敗れた。翌週のヒューストン・テキサンズ戦では、4回のレシーブで103ヤードを記録し、チームは31-23で勝利した。これにより、ジェファーソンはバイキングス史上5人目の、新人として2試合連続で100ヤード以上のレシーブを記録したWRになった。第6週のアトランタ・ファルコンズ戦では、9回のレシーブで166ヤード、2TDを記録した 。
第13週のジャクソンビル・ジャガーズ戦では、9回のレシーブで121ヤードと1TDを記録し、この試合でシーズン通算1000レシーブヤードの大台を突破した。 第15週のシカゴ・ベアーズ戦では、1試合で8レシーブを記録し、ランディ・モスのチーム新人レシーブ記録を更新し、同じくモスが1998年に記録したシーズン69レシーブを上回る74レシーブを達成した。このシーズンで、ジェファーソンは通算1400レシーブヤードを記録し、新人による最多レシーブヤードの記録を樹立した。また、プロボウルにも選出され、ルーキーで選出されたのはジェファーソンとワシントン・フットボールチームのチェイス・ヤングの2人だけである。
この年、Sporting News誌の年間最優秀新人賞に選ばれた。

#### 2021年
全試合に先発出場し、1616ヤードを獲得、10回のレシービングタッチダウンを記録した。

#### 2022年
前年同様全試合に先発出場し、リーグ最多128回のキャッチで、バイキングスのレシービングヤード記録を破る1809ヤードを獲得し、NFL最優秀攻撃選手賞に選ばれた。

#### 2023年
シーズン開始前の2023年4月25日、チームから5年目の契約オプションを行使された。シーズンでは第5週にカンザスシティ・チーフスに敗れた試合で右ハムストリングを負傷し、7試合を欠場した。

#### 2024年
2024年6月3日、バイキングスと1億1000万ドルが保証された4年総額1億4000万ドルの契約延長に合意した。シーズンでは全17試合に先発出場し、103レシーブ、1533レシーブ獲得ヤード、10タッチダウンを記録した。

## 詳細情報

### レギュラーシーズン
| 年度     | チーム   | 試合 | 試合 | レシーブ | レシーブ | レシーブ | レシーブ   | レシーブ | ラン | ラン   | ラン  | ラン       | ラン | ファンブル | ファンブル |
| 年度     | チーム   | 出場 | 先発 | 回数     | ヤード   | 平均     | 最長ヤード | TD       | 回数 | ヤード | 平均  | 最長ヤード | TD   | 回数       | ロスト     |
| -------- | -------- | ---- | ---- | -------- | -------- | -------- | ---------- | -------- | ---- | ------ | ----- | ---------- | ---- | ---------- | ---------- |
| 2020     | MIN      | 16   | 14   | 88       | 1400     | 15.9     | 71         | 7        | 1    | 2      | 2.0   | 2          | 0    | 1          | 0          |
| 2021     | MIN      | 17   | 17   | 108      | 1616     | 15.0     | 56         | 10       | 6    | 14     | 2.3   | 11         | 0    | 1          | 1          |
| 2022     | MIN      | 17   | 17   | 128      | 1809     | 14.1     | 64         | 8        | 4    | 24     | 6.0   | 10         | 1    | 0          | 0          |
| 2023     | MIN      | 10   | 9    | 68       | 1074     | 15.8     | 52         | 5        | 1    | -12    | -12.0 | -12        | 0    | 1          | 1          |
| 2024     | MIN      | 17   | 17   | 103      | 1533     | 14.9     | 97         | 10       | 1    | 3      | 3.0   | 3          | 0    | 1          | 0          |
| NFL：5年 | NFL：5年 | 77   | 74   | 495      | 7432     | 15.0     | 97         | 40       | 13   | 31     | 2.4   | 11         | 1    | 4          | 2          |

- 2024年度シーズン終了時
- 太字は自身最高記録
- ■はリーグ最高記録